# Pat Bonner
Patrick Joseph „Pat“ Bonner (* 24. Mai 1960 in Burtonport, County Donegal, Republik Irland) ist ein ehemaliger irischer Fußballspieler.

## Karriereverlauf
Patrick Bonner, genannt Pat oder Packie, begann seine Laufbahn als Torhüter bei den Keadue Rovers in seiner Heimat Irland. 1978 entdeckte ihn die schottische Trainerlegende Jock Stein und er erhielt einen Kontrakt bei Celtic Glasgow. Bei den Celts hatte er eine lange (642 Spiele) und vor allem äußerst erfolgreiche (Gewinn von elf Titeln) Zeit. Von Februar 2003 bis Oktober 2005 betreute er als Torwarttrainer unter der Leitung von Brian Kerr die irische Nationalmannschaft. Heute ist er als Fußballexperte für das Fernsehen tätig.
Bonner machte sich auch als Nationaltorwart einen Namen. Zwischen 1981 und 1996 stand er insgesamt 80-mal im Tor der Boys in Green. Er erlebte somit die Blütezeit der irischen Nationalelf von Ende der Achtziger- bis Mitte der Neunzigerjahre. So war er bei der Europameisterschaft 1988 in Deutschland, der ersten Teilnahme Irlands an einem großen Fußballturnier, beim historischen 1:0-Sieg über England dabei. Bei der Weltmeisterschaft 1990 avancierte Bonner zum Helden, als er im Achtelfinale gegen Rumänien den Elfmeter von Daniel Timofte parierte und damit seiner Mannschaft das Weiterkommen sicherte. Im Viertelfinale unterlagen die Iren dann Gastgeber Italien. Bei der Weltmeisterschaft 1994 in den USA gelang Bonner und seinen Kollegen mit einem 1:0-Sieg über die Italiener die Revanche. Doch diesmal kam für die Kleeblätter bereits im Achtelfinale gegen die Niederlande das Aus – das Spiel endete 0:2, wobei Bonner beim zweiten Treffer eine weniger gute Figur machte. Bonner bestritt danach noch die Qualifikation zur Europameisterschaft 1996, in der die Iren abermals an den Niederländern scheiterten.

## Erfolge
- 6× Schottischer Meister: 1979, 1981, 1982, 1986, 1988 1998 (immer mit Celtic Glasgow)
- 5× schottischer Pokalsieger: 1980, 1985, 1988, 1989, 1995 (immer mit Celtic Glasgow)
- 1× schottischer Ligapokalsieger: 1983 (mit Celtic Glasgow)
- EM-Teilnehmer: 1988
- WM-Teilnehmer: 1990, 1994